# Albert Bunjaki
Albert Bunjaki (* 18. Juni 1971 in Priština, Sozialistische Föderative Republik Jugoslawien) ist ein ehemaliger schwedisch-kosovarischer Fußballspieler und heutiger -trainer. Zwischen Juli 2009 und Oktober 2017 war er Trainer der kosovarischen Fußballnationalmannschaft.

## Karriere
Bunjaki spielte seit seinem 6. Lebensjahr bis zu seinem 20. Lebensjahr beim KF Prishtina. Nach Ausbruch der Jugoslawienkriege verließ er 1991 sein Heimatland und zog nach Schweden. Dort setzte er bei Skövde AIK seine Karriere fort. Als Meister der Frühjahrsserie 1991 war der Klub in die zweite Liga aufgestiegen, in der die Mannschaft gegen den Abstieg spielte. Anschließend spielte er bei den Amateurvereinen IFK/MBK Mariestad und Törboda IK, ehe er 1998 beim unterklassigen Hassle/Torsö GoIF einen Job als Spielertrainer antrat.
Nachdem Bunjaki Ende 1999 seine aktive Karriere beendet hatte, trainierte er drei Spielzeiten Tidavads IF. Parallel arbeitete er ab 2000 für die Federata e Futbollit e Kosovës als Talentsichter und Kontaktperson im Ausland. 2003 übernahm er das Training von Örebro SK Ungdom, der sechstklassig antretenden Nachwuchsmannschaft des Örebro SK. Nach nur einer Spielzeit verließ er den Klub, um den Drittligisten Tidaholms GoIF zu betreuen. Das Engagement blieb jedoch erfolglos, am Ende der Spielzeit stieg der Klub in die vierte Liga ab. Im selben Jahr hatte Bunjaki sein Engagement auf Verbandsebene erhöht und war bis 2007 neben dem kosovarischen Verband auch für den albanischen Verband FSHF tätig, für den er als Talentscout sowie als offizieller Vertreter in Skandinavien arbeitete.
Ab 2005 arbeitete Bunjaki vor allem als Ko-Trainer im schwedischen Fußball. Zunächst Assistent von Tony Gustavsson bei Degerfors IF in der Superettan wechselte er 2006 zum von Nanne Bergstrand betreuten Kalmar FF. Mit dem Klub gewann er 2007 den schwedischen Landespokal, als der Meister IFK Göteborg durch Tore von Patrik Ingelsten und des zweifachen Torschützen César Santin mit 3:0 besiegt wurde.
Im November des Jahres verließ Bunjaki Kalmar FF, um sich gänzlich der Verbandsarbeit zu widmen. Einerseits arbeitete er fortan als Nationaltrainer der kosovarischen Auswahlmannschaft. Zudem verpflichtete ihn im Dezember des Jahres die Fotbollsakademin Degerfors als Verantwortlichen für die internationale Projektarbeit. Im Dezember 2011 kehrte er als Trainer der U-21-Mannschaft zum Örebro SK zurück. Im Sommer rückte er als Trainerassistent vom Sixten Boström ersetzenden Per-Ola Ljung zur Wettkampfmannschaft auf, nach sechs Monaten endete jedoch zum Jahreswechsel sein Engagement beim Klub.
Anfang 2023 übernahm Bunjaki das Traineramt beim Drittligisten IF Karlstad Fotboll. Im Sommer wechselte er an die Spitze der Nachwuchsakademie des Klubs, Kjell Jonevret übernahm als Nachfolger die Verantwortung für die Wettkampfmannschaft.
Bunjaki ist in Besitz der UEFA-Pro-Lizenz. An der Universität Örebro erwarb er zudem das Trainer-Diplom.

## Erfolge und Auszeichnungen als Trainer
- Preis für Sportentwicklung im Kosovo der FFK: 2003, 2004, 2005, 2006, 2008
- Preis für Sportentwicklung im Kosovo des kosovarischen Ministeriums der Kultur, Jugend und Sport: 2003, 2008
- Zweiter im Cup mit dem Fußballklub ÖSK-U: 2003
- Regional-Cupsieger mit Tidaholm GIF: 2004
- Regional-Cupsieger mit Degerfors IF: 2005
- Gewinner der Silbermedaille im Kleinfussball: 2005
- Gewinner des schwedischen Landespokals mit Kalmar FF: 2007
- Zweiter der Allsvenskan mit Kalmar FF